# NGC 420
NGC 420 è una galassia lenticolare (S0) situata prospetticamente nella costellazione dei Pesci alla distanza di 208 milioni di anni luce dalla Terra.
È una galassia che fa parte dell'Ammasso dei Pesci.